# Turkmenidae
Turkmenidae es una familia extinta de peces que vivió durante la época del Thanetiense y Chattiense, del orden Lampriformes.